# Релігія в Чечні

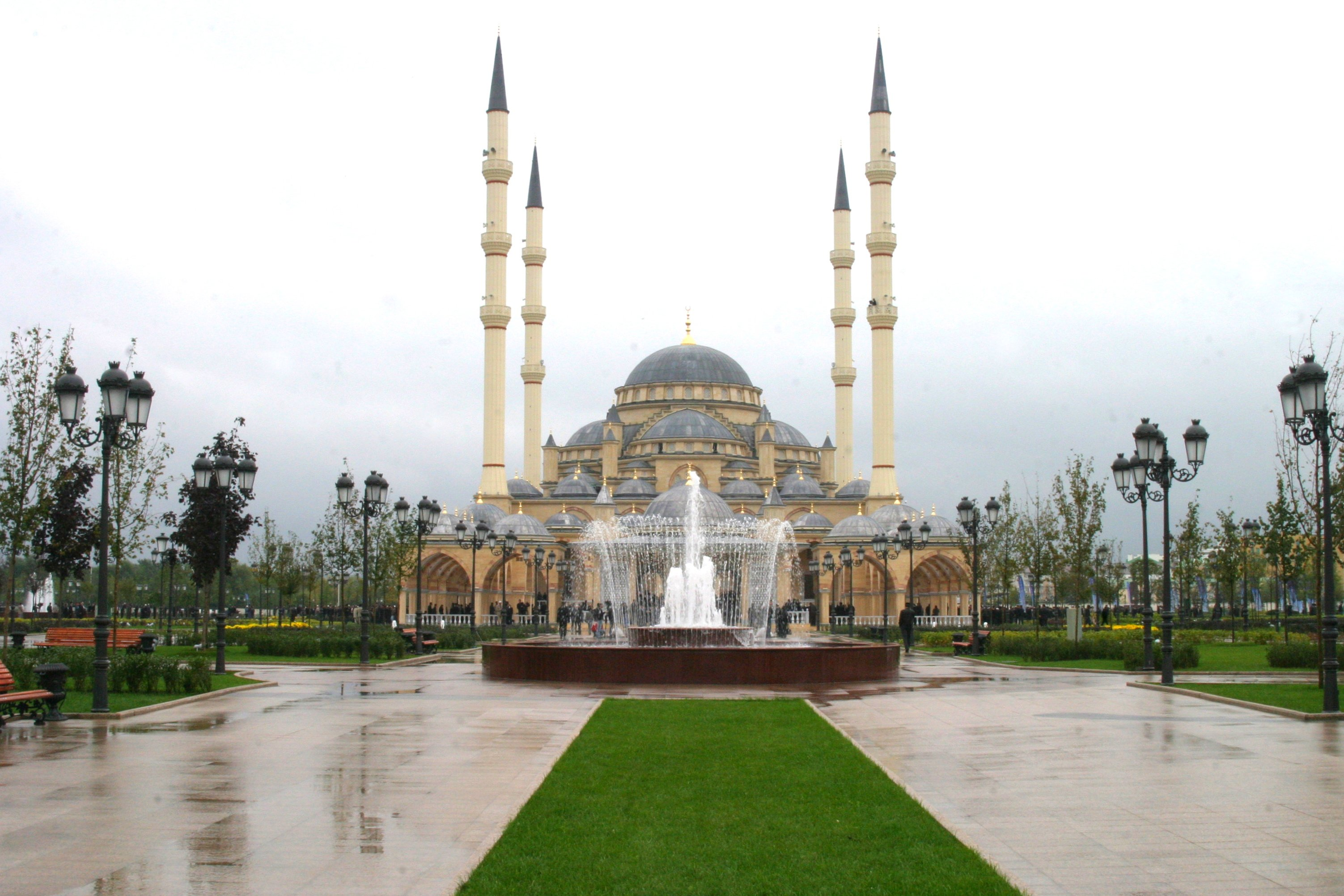
Мечеть «Серце Чечні» ім. Ахмат-Хаджі Кадирова. Найбільша мечеть в Російській Федерації.

У давні часи чеченські тайпи сповідували язичництво, в основному зороастризм. 
Починаючи з VII століття Арабський халіфат намагався закріпитися біля Кавказу. Ісламізації були піддані насамперед Дагестан і Південний Кавказ. Абсолютно нова для кавказців релігія повільно розвивалася. У той час, як іслам став основною релігією в Дагестані, у Чечні він практично не був відомий, тому в ті часи серед чеченців практично не було мусульман. Однак, на території Чечні знаходиться надгробне каміння VII—VIII століть з аятами з Корану.
Про спроби поширення християнства грузинською церквою на території Чечні свідчать знайдені у старовинних святилищах псалтирі, написані літерами грузинського алфавіту на пергаментних аркушах. Такі артефакти були виявлені наприкінці XIX — на початку XX століть у храмах Тхаба-Ерди та Маго-Ерди в гірській Інгушетії. У цей час місцеві язичницькі святі набули деяких рис від найшанованіших християнських святих. Так храм Тамиш-Ерда, побудований чеченськими майстрами на честь святого, багато в чому схожого на Георгія Змієборця. З усім тим, широкого поширення християнство в Чечні не мало, похоронні обряди, наприклад, залишалися суто язичницькими. У XIII столітті з часу нашестя монголів грузинська церква не змогла вже просувати християнство на Північний Кавказ і її місіонерська діяльність згасла.
Ісламізація чеченців почалася в XVI столітті з Шейха Берсана. Під час російсько-кавказької війни чеченці остаточно ісламізувались та вели Священну війну проти росіян. У цей час серед чеченців були добре навчені ісламу шейхи, а також розбіжності між сунітами. Широке поширення стало реальністю завдяки діяльності шейха Кунта-Хаджі. Нині основною релігією Чечні є іслам.

## Ісламізація за Рамзана Кадирова

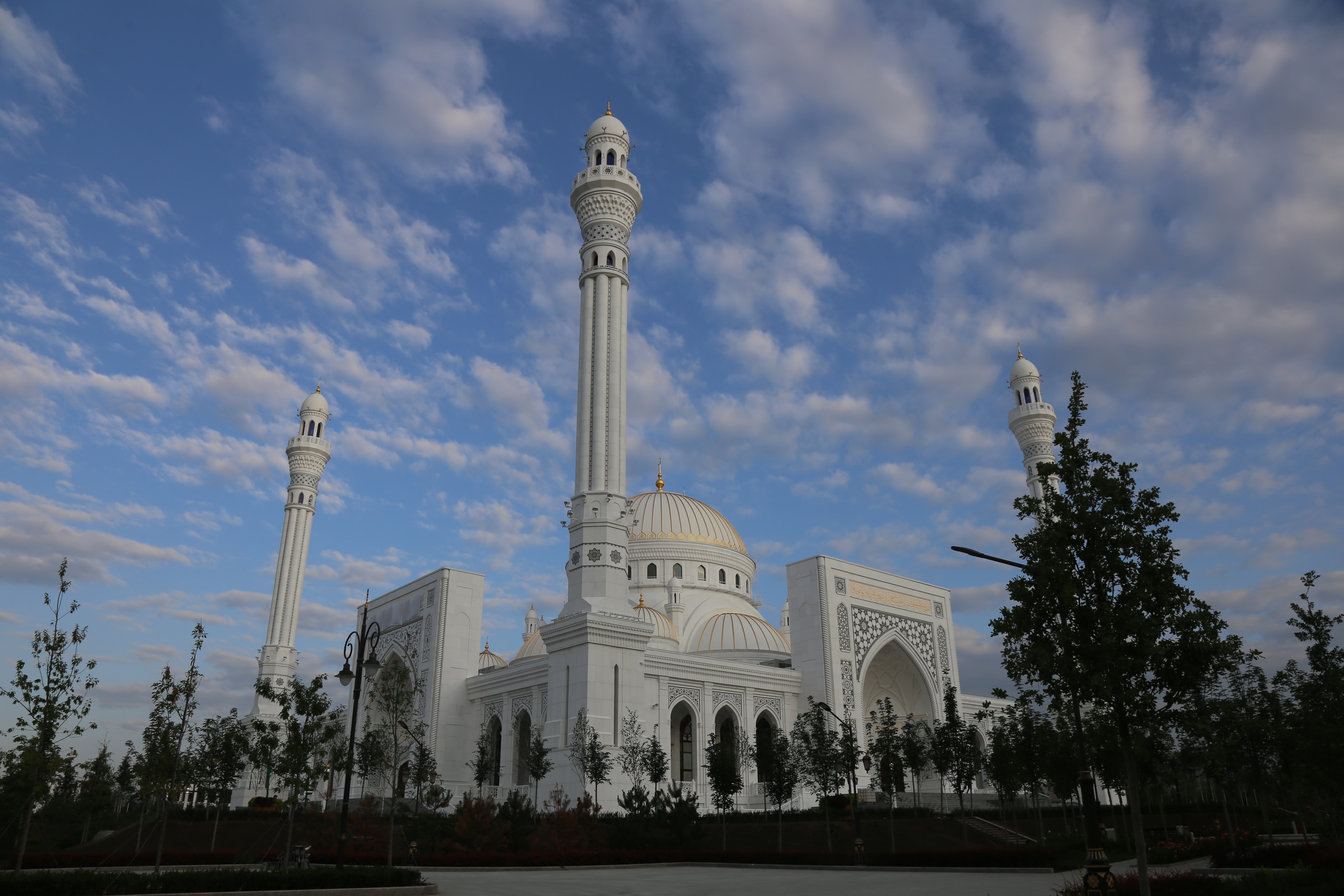
Мечеть імені Пророка Мухаммеда в місті Шалі.

15 лютого 2007 року президент Російської Федерації Володимир Путін підписав указ про призначення Рамзана Кадирова тимчасово виконуючим обов'язки президента Чечні. Кадиров часто виступав на підтримку законів шаріату або його окремих правил. У президентство Кадирова в Грозному були відкриті мечеті «Серце Чечні», Російський ісламський університет, школи хафізів, клініка ісламської медицини.

### Права жінок
Восени 2007 року Кадиров вимагає, щоб усі жінки, які працюють у держустановах, носили головні хустки. До кінця 2007 року жінки-телеведучі, державні службовці, викладачі та співробітниці офісу омбудсмена одягли хустку. 2007 року у школах та університетах без хіджабу стало неможливо відвідувати навчальні заняття. Протягом 2009 та 2010 років вимога носіння хіджабу поширилася на громадські місця, включаючи розважальні центри, кінотеатри тощо. У липні 2009 року критикиня впровадження ісламських норм Наталія Естемірова була викрадена у Грозному та вбита.
У 2010 році надходили повідомлення, що на вулицях Грозного йшло полювання на чеченок, одягнених не за новим дрес-кодом. Невідомі на автомобілях з тонованим склом обстрілювали їх із пейнтбольних рушниць фарбою. Інциденти супроводжувалися образами. Кадиров заперечував, що віддавав розпорядження стріляти кульками з фарбою в жінок, які порушують закони шаріату.

### «Квазіісламська держава»
Російський політолог Еміль Паїн характеризував Чеченську республіку при Кадирові як незалежну теократичну державу, яка декларує лояльність Росії, але насправді готова і на відкриту конфронтацію. 23 лютого 2016 року заступник голови Партії народної свободи Ілля Яшин презентував доповідь про Кадирова під назвою «Загроза національної безпеки», в якій охарактеризував існуючий у Чечні режим як «квазіісламську державу». Одним із наслідків кадировської ісламізації називають принижене становище жінок у Чечні, які зобов'язані дотримуватися найжорсткіших норм шаріату, інакше ризикуючи зазнати обструкції або насильства. Сам Кадиров схвально висловлювався про вбивства честі. Правозахисники розглядають частину з нововведень, встановлених розпорядженнями Кадирова, як «заново винайдені традиції», які насправді не існували й в шаріаті, але освячені посиланнями на нього, щоб виправдати, наприклад, придушення жінок.

### Опитування
У 2018 році було проведено телефонне опитування серед 600 жителів Чечні, яке показало, що: 78% жителів Чечні висловилися за вивчення шаріату в школах, при цьому було зазначено, що школярі вивчають його поза школою; 56% висловилися за вивчення школярами шаріату за бажанням (49% серед мешканців 18-29 років); 34% висловилися за встановлення ісламу державною релігією Чечні (40% жителі 18-29 років), 35% проти (24% 18-29 років); 26% висловилися за світський суд (20% 18-29 років), 43% висловилися за суд за ісламськими законами (53% 18-29 років), 7% висловилися за суд за законами адату; 45% допустили одяг жінок на телебачення без хіджабу (25% 18-29 років), 46% виступили проти (65% 18-29 років). Дослідження показало, що молодь республіки виявляє більшу релігійність і радикальність у поглядах на релігію, схиляється від традиційного історичного ісламу в республіці до його «чистої» форми.